# Wassenach
Wassenach település Németországban, Rajna-vidék-Pfalz tartományban. Lakosainak száma 1251 fő (2023. december 31.).

## Népesség
A település népességének változása:
| Lakosok száma | 967  | 1152 | 1220 | 1240 | 1239 | 1256 | 1251 |
|               | 1975 | 2013 | 2017 | 2019 | 2021 | 2022 | 2023 |